# Symmorphus sichuanensis
Symmorphus sichuanensis är en stekelart som beskrevs av Lee Tie-sheng 1981. Symmorphus sichuanensis ingår i släktet vedgetingar, och familjen Eumenidae. Inga underarter finns listade i Catalogue of Life.